# Anthicus basithorax
Anthicus basithorax is een keversoort uit de familie snoerhalskevers (Anthicidae). De wetenschappelijke naam van de soort is voor het eerst geldig gepubliceerd in 1941 door Pic.